# Yasser Corona
Yasser Anwar Corona Delgado, född 28 juli 1987 i Tepic, är en mexikansk fotbollsspelare (försvarare) som spelar för Querétaro i Liga MX.
Corona var med i Mexikos trupp som vann CONCACAF Gold Cup 2015.